# Andreas Blau
Andreas Blau (Berlín, 6 de febrer, 1949) és un músic alemany i ex flautista principal de la Berliner Philharmoniker.

## Biografia
En Blau prové d'una família de músics –el seu pare era músic (violí) de la Berliner Philharmoniker– i va començar a rebre classes de flauta als 13 anys. Més tard, va estudiar música a la Universität der Künste Berlin (actualment Universitat de les Arts).
Actuant
Com a solista, va actuar amb Herbert von Karajan, David Oistrach, Yehudi Menuhin, Claudio Abbado i Sir Simon Rattle.
És el fundador i director de "The 14 Berlin Flutes", un conjunt format l'any 1996 format íntegrament per flautistas de diverses orquestres de Berlín. El conjunt toca diversos instruments de la família de la flauta, des del flautí fins a la flauta contrabaix.
Blau va ser la flauta principal de la Filharmònica de Berlín des de 1969 abans de retirar-se el juny de 2015 després de 46 anys. Va ser succeït per Mathieu Dufour de la Chicago Symphony.

## Pedagogia
Des de 1973, és professor de flauta i molts dels seus estudiants estan actius a les principals orquestres d'arreu del món. També imparteix classes magistrals a molts països i ha estat convidat a nombrosos concursos internacionals com a membre del jurat. El 2005, Blau va ser nomenat professor honorari al Conservatori de Música de Xangai.

## Vida personal
El sogre de Blau era Fritz Wesenigk (24 d'abril de 1923 - 7 de març de 2009), un trompetista que també era a la Filharmònica de Berlín. La filla de Blau, Alexandra, està casada amb Albrecht Mayer, l'oboista principal de l'orquestra.